# Palmeiras Locomotives
Palmeiras Locomotives é uma equipe de futebol americano amadora brasileira do Estado de São Paulo. Criada em fevereiro de 2006 sob o nome de "Associação Esportiva Metropolitan Locomotives". Ingressou na Liga Paulista de Futebol Americano e iniciou sua história com o titulo de Campeão Paulista.
Em 2008 a equipe do "Metropolitan Locomotives" firmou um acordo histórico e pioneiro com o Palmeiras, representando o clube agora no campo das jardas.
O Palmeiras Locomotives joga na modalidade de "Flag Football", ou seja, partidas disputadas com contato limitado, em virtude da falta de utilização de equipamentos de proteção.
Em 2015, os Locomotives retornaram a modalidade "Full Pad" - com regras e equipamentos semelhantes à NFL - conquistando o titulo da Freedom Four Cup em dezembro de 2016, derrotando na final a equipe do "São Paulo Monsters" por 26 a 6 no Clube de Campo do Palmeiras.

## Titulos
Campeonato do Torneio de Início (LPFA): 2006
 Campeonato Paulista (LPFA): 2006
 Campeonato da Divisão Norte (LPFA): 2007
 Campeonato da Conferência Estatual (LPFA): 2007
 Campeonato da Divisão Norte (LPFA): 2008
 Campeonato Paulista (LPFA): 2010
 Freedom Four Cup (São Paulo Football League): 2016